# مقياس إشعاع التجويف النشط
مقياس اشعاع التجويف النشط وهو جهاز معايرة ذاتية كهربائيا وهو المقياس المستخدم أيضا في قياس الإشعاع الشمسي الكلي والطيفي. (و الإشعاع الشمسي الكلي هو مقدار الاشعة الشمسية الساقطة على مساحة معينة والقادرة على توليد قدرة كهربائية ولا يصيب الأرض الا حوالي جزء من ألفي مليون جزء من أشعة الشمس التي تقدر بنحو 130 ميجاوات لكل متر مربع من سطح الشمس، وهذا القدر الضئيل هو المسؤول عن كل من الطاقة الحرارية لسطح الأرض وغلافها الجوي).